# زغبة يابانية
الزغبة اليابانية (الاسم العلمي: Glirulus) (بالإنجليزية: Japanese dormouse)‏ هي جنس من الحيوانات تتبع الفصيلة الزغبات من رتبة القوارض.

## أنواع الزغبة اليابانية
- زغبة يابانية شائعة